# La Vigilantia
La Vigilantia, als plantage een tijdlang Haran genaamd, is een plaats en voormalige plantage aan de Surinamerivier in Oost-Para in Suriname. Het ligt vast aan Paranam (stroomopwaarts) en Smalkalden en Accaribo (stroomafwaarts), op ongeveer dertig kilometer stroomopwaarts ten opzichte van Paramaribo.
In La Vigilantia bevindt zich een polikliniek van de Regionale Gezondheidsdienst (RGD). Ook bevindt zich er een filiaal van het Centraal Bureau voor Burgerzaken (CBB).
Bij het dorp bevindt zich een loopbrug over de Paradoorsteek. Aan de Surinamerivier ligt de haven van DP World Paramaribo, genaamd Port of La Vigilantia (voorheen Suriname Port Services). Deze heeft een 73 meter lange betonnen kade die bestemd is voor de afhandeling van hout, olie, mijnbouwproducten en cement.

## Plantage
Op deze plek lag in de 17e eeuw sinds de Engelse tijd de suikerrietplantage Haran die in eigendom was van de Sefardisch-Joodse Nassy en van 1737 tot 1770 van Jacob de Pina. De plantage had in 1737 een omvang van 130 akkers. Haran was gebaseerd op de Bijbelse plaats waar Abraham op 75-jarige leeftijd door God geroepen werd. Ook is de plantage in de 18e eeuw eigendom geweest van David Uzl. d’Avilar. In die tijd wijzigde de naam naar La Vigilantia. Gouverneur Jean Nepveu hanteerde Vigilantia in zijn credo wat erop wijst dat de naamswijziging mogelijk onder invloed van de Franse Hugenoten is gebeurd. In Paramaribo bevond zich in de 18e eeuw ook de Loge Cura et Vigilantia. De plantage kende nog andere eigenaren en werd verlaten na de beurskrach van 1772.
A la bonne heure · Anna's Zorg · Akkerboom · Alliance · Alkmaar · Andresa · Auka · Andreesgift · Bantaskine · Barbados · Batavia · Beekenhorst · Belladrum · Bellevue · Belwaarde · Beninenburg · Berg en Dal · Bergen op Zoom · Berlijn (Commewijne) · Berlijn (Para) · Bethlehem · Boksweide · Boston · Botany Bay · Boxel · Bronswijk · Brouwerslust · Bruinendaal · Bucklebury · Buitenrust · Burnside · Cadrosspark · Caledonia · Campenburg · Cannewapibo · Catharina Sophia · Clevia  · Cliffort-Kokshoven · Clyde · Concordia · Concordia en een Kwart Lot · Courcabo · De Dageraad · De Eendragt · De Goede Vriendschap · De Resolutie · De Vier Hendrikken · Diamond · Dijkveld · Domburg · Dordrecht · Eendragt · Elisabeth's Hoop · Ellen · L'Espérance (Nickerierivier) · L'Espérance (Surinamerivier) · Esthersrust · Fairfield · Fortuin · Flora · Florentia · Frederiksburg · Frederiksdorp · Frederikslust · Geertruidenberg · Geyersvlijt · Glensander · Gloria · Groot Chatillon · Groot Marseille · Guadeloupe · Haarlem · Hague · Hamburg · Hamilton · Hamptoncourt · Hannover · Hazard · Hebron · Hecht en Sterk · Hildesheim · Hooyland · Hope · Houttuin · Huntly · Huwelijkszorg · Inverness · Jagtlust · Jodensavanne · Johan & Margaretha · Johanna Catharina · Johanna Maria · Johannesburg · John · Katwijk · Kent · Kerkshoven · Killenstein · Klein Bellevue · Kleinhoop · Krappahoek · Kroonenburg · Kwatta · La Jalousie · La Prévoyance · La Prosperité · La Rencontre · La Ressource (Saramacca) · La Ressource (Surinamerivier) · La Singularité · Laarwijk · Leasowes · Leliëndaal · Leonsberg · Livorno · Longmay · Lunenburg · Lust en Rust · Lustrijk · Maasstroom · Margarethenburg · Maria Petronella · Mariënbosch · Mariënburg · Margaretha's Gift · Mary's Hope · Meerzorg · Merveille · Moed en Kommer · Mon Bijou · Mon Souci · Mon Trésor · Monnikendam · Mopentibo · Morgenster · Moy · Nieuw Mocha · Nieuwzorg · Nieuwe Aanleg · De Nieuwe Grond · Nijd en Spijt · Novar · Nursery · Nut en Schadelijk · Onoribo · Onverwacht · Oranibo · Ornamibo · Overbrug · Overtoom 
· Oxford · Palestina · Paradise · Persévérance · Petersburg · Picardië · Peperpot · Pieterszorg · Plaisance · Poelwijk · Potosie · La Prevoyance · Purmerend · Reijnsdorp · Reijnsfort · Rijnberk · Roosenburg · Rorac · Rust en Werk · Rustenburg · Saltzhalen · Sans Souci · Saphir · Sarah · Sardam · Schaapstede · Schoonoord · Sinabo en Gelre · Sint Barbara · Sint Eustatius · Slootwijk · Smalkalden · Sorgvliet · Spieringshoek · Standvastigheid · Suidwijn · Suzanna's Daal · Toevlugt (Surinamerivier) · Tout Lui Faut · Toledo · Totness · Tyronne · 't Vertrouwen · Victoria · Vierkinderen · Visserszorg · Voorburg · Voorzorg (Saramacca) · Vossenburg · Vredenburg · Vriendsbeleid en Ouderzorg · Vreeland · Waltonhall · Waldijk · Waterloo · Wederzorg · Welbedacht · Welgelegen (Commewijne) · Welgelegen (Coronie) · Welgevallen · Weltevreden · Wolffs Capoerica · Wolfenbüttel · 't Ylant · Zoelen · Zorg en Hoop (hout) · Zorg en Hoop (indigo) · Zorg en Hoop (katoen) · Zorg en Hoop (suiker)